# Ханк Уилямс
Ханк Уилямс (на английски: Hank Williams) е американски певец, музикант и автор на песни.
Роден е на 17 септември 1923 година в Маунт Олив, Алабама, в семейството на железопътен инженер. Занимава се с музика от ранна възраст, а през 1937 година прекъсва образованието си, за да работи като музикант и водещ в радиостанция. След 1947 година получава широка известност и бързо се налага като един от водещите кънтри музиканти. Роден с гръбначно увреждане, което му причинява периодични болки, в началото на 50-те години изпада във все по-тежък алкохолизъм и злоупотреба с медикаменти.
Ханк Уилямс умира на 1 януари 1953 година край Оук Хил от сърдечна недостатъчност след употреба на алкохол и медикаменти.